# Giovanni Bellini (Schiff)
Die Giovanni Bellini ist ein Fährschiff der italienischen Reederei Toremar, das unter italienischer Flagge fährt.

## Geschichte
Das Schiff wurde 1985 für die Reederei Siremar gebaut. Im Jahr 2007 wurde das Schiff an Toremar verkauft und erhielt den Namen Giovanni Bellini. Das Unternehmen Toremar setzt das Schiff auf den Route zwischen Piombino und Rio Marina sowie Piombino und Cavo ein.

## Das Schiff
Das RoPax-Schiff hat eine Cafeteria und WLAN an Bord. Die Giovanni Bellini bietet Schlafsessel für Passagiere. An Bord gibt es aber keine Kabinen. An Bord des Schiffes gibt es außerdem ein Sonnendeck und eine Klimaanlage.